# シンプル・ラブ
「シンプル・ラブ」は、1977年4月5日に日本フォノグラム（現：ユニバーサル ミュージック ジャパン）より発売された大橋純子 & 美乃家セントラル・ステイションの1作目のシングル（大橋純子のシングルとしては5作目）。

## 背景
″大橋純子 & 美乃家セントラル・ステイション″名義での最初のシングル。アルバム『Rainbow』と同時発売となった。大橋はこの曲で、マジョルカ音楽祭3位と、東京音楽祭世界大会 シルバー・カナリー賞ならびに外国審査員団賞受賞を果たした。
元々大橋はアマチュア時代からバンドの中のボーカリストという立ち位置であり、何々バンドという正式な名前こそなかったものの、ほぼ固定のメンバーと共に活動していた。ライブをやるにはまずバンドが必要で、それもスタジオ・ミュージシャンではなく、同じメンバーである程度熟れていないと自分の思っているビート感が出せなかった。そこで佐藤健に「やっぱりバンドをやりたい」と相談し、事務所にもその旨を伝え、当時のバンドメンバーや知り合いのミュージシャンに声を掛けて、″大橋純子 & 美乃家セントラル・ステイション″ は結成された。
「シンプル・ラブ」は、後にシングル「ファンキー・リトル・クイニー」(1978年) のB面曲として英語バージョンで収録され、「たそがれマイ・ラブ」の企画シングル (1979年) が発売された際にも、B面曲として収録された。

## 収録曲
Side A
シンプル・ラブ（3分45秒）
作詞：松本隆 / 作曲・編曲：佐藤健
Side B
今シルエットのように（4分45秒）
作詞：松本隆 / 作曲・編曲：佐藤健

## カバー
シンプル・ラブ
- 牧野雅己（Various Artists）- カバーアルバム『Flower Case』〈Vocal：O∞KAY〉（2005年2月2日）に収録[6]。
- Various Artists - カバーアルバム『GET YOUR GROOVE ON』〈Vocal：佐野公美〉（2010年8月4日）に収録[7]。
- 田中裕梨 - アルバム『CITY LIGHTS』（2016年12月28日）に収録[8]。
- PAPER MOON PROJECT - 配信シングル「シンプル・ラブ feat. 佐々木詩織」（2023年4月26日）[9]。
- Natsudaidai - 配信ミニアルバム『CHEW』に収録（2025年4月2日）[10]。

## 参考資料
- 大橋純子＆美乃家セントラル・ステイション『Rainbow』（再発盤・ライナーノーツ）Universal Music Japan、2009年6月10日。UPCY-6529。